# Michal Hubálek
Michal Hubálek (* 4. května 1987 Nymburk) je český basketbalista hrající Národní basketbalovou ligu za tým BC Kolín.
Je vysoký 193 cm, váží 96 kg.

## Kariéra
- 2002 - 2004 : ČEZ Basketball Nymburk
- 2004 - 2006 : ČEZ Basketball Nymburk
- 2004 - 2006 : Sokol Vyšehrad (střídavý start v nižší soutěži)
- 2006 - 2007 : BK Sadská
- 2007 - 2009 : Karma Basket Poděbrady
- 2009 - 2010 : BC Kolín
- 2010 - 2012 : BC Kolín

Od roku 2002 do roku 2007 člen reprezentačního týmu kategorií. Universiáda v Bankogu 2004.

## Statistiky
| Sezóna   | Soutěž      | Odehrané minuty | Průměr na zápas | Body | Průměr na zápas |
| -------- | ----------- | --------------- | --------------- | ---- | --------------- |
| 2004/05  | Mattoni NBL | 13.0            | 3.2             | 4    | 1.0             |
| 2004/05  | extraliga   | 90.3            | 30.1            | 31   | 10.3            |
| 2005/06  | Mattoni NBL | 14.3            | 3.6             | 0    | 0.0             |
| 2006/07* | Mattoni NBL | 319.3           | 16.8            | 75   | 3.9             |

 *Rozehraná sezóna - údaje k 20.1.2007 